# Helmut Haenel
Helmut Haenel (* 24. April 1919 in Berlin; † 22. September 1993 in Bergholz-Rehbrücke) war ein deutscher Veterinärmediziner, Mikrobiologe und Ernährungswissenschaftler. Er wirkte von 1964 bis 1981 und von 1990 bis 1991 als Direktor des Zentralinstituts für Ernährung in Bergholz-Rehbrücke, das als außeruniversitäres Institut zur Forschungsgemeinschaft der Akademie der Wissenschaften der DDR gehörte und die Vorläufereinrichtung des Deutschen Instituts für Ernährungsforschung war.

## Leben
Helmut Haenel studierte Tiermedizin an der Justus-Liebig-Akademie in Gießen, an der er 1953 mit einem mikrobiologischen Thema auch promovierte. Bereits ein Jahr vorher wurde er Leiter der Abteilung Mikrobiologie am Institut für Ernährung in Bergholz-Rehbrücke bei Potsdam. Das Institut gehörte ab 1957 als Akademieinstitut zur Forschungsgemeinschaft der Deutschen Akademie der Wissenschaften, der späteren Akademie der Wissenschaften der DDR (AdW), und wurde 1969 zum Zentralinstitut für Ernährung der AdW umgestaltet.
1959 wurde Helmut Haenel an der Humboldt-Universität zu Berlin habilitiert. Ab 1964 war er geschäftsführender Direktor des Instituts für Ernährung, ein Jahr später folgte die Ernennung zum Professor an der Akademie. 1968 wurde er Direktor des Instituts, das er bis 1981 leitete. Sein Nachfolger wurde Horst Schmandke. Nach der politischen Wende in der DDR übernahm er 1990 erneut die Leitung des Instituts, das er bis zu dessen Auflösung zum Ende des Jahres 1991 und der Neugründung als Deutsches Institut für Ernährungsforschung führte.

## Wissenschaftliches Wirken
Schwerpunkt der Forschung von Helmut Haenel waren die Mikroökologie des Verdauungstrakts und die Untersuchung der Wechselwirkungen der Darmflora mit dem Gesamtorganismus. Darüber hinaus beschäftigte er sich mit den gesundheitlichen Wirkungen der Ernährung sowie historischen Aspekte der Ernährungsweise und wirkte zeitweise als Herausgeber der „Zeitschrift für Ernährungswissenschaft“.

## Auszeichnungen
Helmut Haenel war ab 1969 ordentliches Mitglied der Deutschen Akademie der Wissenschaften sowie der Deutschen Akademie der Naturforscher Leopoldina. Im Jahr 1984 erhielt er den Nationalpreis der DDR III. Klasse für Wissenschaft und Technik sowie 1991 den Federation of European Nutrition Sciences Award. Die Deutsche Gesellschaft für Ernährung ernannte ihn 1992 zu ihrem Ehrenmitglied und verleiht zum Gedenken an ihn seit 1999 den Helmut-Haenel-Preis.

## Schriften (Auswahl)
- Energie- und Nährstoffgehalt von Lebensmitteln. Berlin 1979 (als Herausgeber)
- Gesunde Ernährung. Dresden 1985 (als Mitautor)
- Rezepte für Kinder. Leipzig 1986 (als Mitautor)